# Kimi to no Distance
"Kimi to no Distance" (君とのDistance) là album phòng thu thứ 11 cũng là album phòng thu cuối cùng của ZARD, được phát hành ngày 7 tháng 9 năm 2005 dưới hãng đĩa B-Gram RECORDS. Đĩa đứng hạng 3 trong tuần trên bảng xếp hạng album của Oricon. Nó được xếp hạng trong 18 tuần và đã bán được 151.840 bản.

## Tổng quát
Ban đầu, album được dự định sẽ phát hành vào ngày 3 tháng 8. Nhưng vì lí do sản xuất, việc phát hành đã bị hoãn lại và phải sau đó hơn 1 tháng album mới được phát hành.

## Danh sách bài hát
Tất cả lời bài hát được viết bởi Izumi Sakai.
1. Natsu wo matsu Sail no you ni (夏を待つセイル(帆)のように?)
Nhạc: Aika Ohno
Biên khúc: Takeshi Hayama
2. Sayonara made no Distance (サヨナラまでのディスタンス?)
Nhạc: Aika Ohno
Biên khúc: Takeshi Hayama
3. Kakegae no nai mono (かけがえのないもの?)
Nhạc: Aika Ohno
Biên khúc: Satoru Kobayashi
4. Kyou wa yukkuri hanasou (今日はゆっくり話そう?)
Nhạc: Aika Ohno
Biên khúc: Akihito Tokunaga
5. Kimi to no fureai (君とのふれあい?)
Nhạc: Aika Ohno
Biên khúc: Takeshi Hayama
6. Separate Ways (セパレート･ウェイズ?)
Nhạc: Aika Ohno
Biên khúc: Hirohito Furui
7. Last Good-bye
Nhạc: Yoshio Tatano
Biên khúc: Takeshi Hayama
8. Hoshi no kagayaki yo (星のかがやきよ?)
Nhạc: Aika Ohno
Biên khúc: Takeshi Hayama
9. Tsuki ni negai wo (月に願いを?)
Nhạc: Aika Ohno
Biên khúc: Satoru Kobayashi
10. Anata to tomo ni ikite yuku (あなたと共に生きてゆく?)
Nhạc: Tetsuro Oda
Biên khúc: Satoru Kobayashi
11. I can't tell
Nhạc: Seiichiroh Kuribayashi
Biên khúc: Takeshi Hayama
12. good-night sweetheart
Nhạc: Akihito Tokunaga
Biên khúc: Takeshi Hayama
13. Kimi to kyou no koto wo isshou wasurenai (君と今日の事を一生忘れない?)[3]
Nhạc: Akihito Tokunaga
Biên khúc: Akihito Tokunaga

## Giải thưởng
Album đã được chứng nhận Vàng (tháng 9 năm 2005) từ Hiệp hội Công nghiệp Ghi âm Nhật Bản.